# قلعة ديده بان
 قلعة ديده بان ، من القلاع إستراتيجية في المنطقة وتقع في قرية بن‌کوه على قمة «جبل بن‌کوه » في البلدة المركزية (خمير) (بالفارسية: بخش مرکزی شهرستان خمیر ) تابعة لمدينة خمير وتقع في محافظة هرمزگان في جنوب إيران. .
« قلعة ديده بان » هي تلك القلعة المشيدة فوق هضبة عالية في الجانب الغربي من المدينة، والمطلة على قرة بن‌کوه من جهة الشمال. وقد كانت القلعة مقر الحامية الرئيسية للمدينة في الأزمنة الغابرة.
وكانت القلعة مقر حكم شیخ محمد خان بستکی والمعروف بـ(شيخ محمد ديده بان) ماي قارب 20 عاماً.
وتشتهر المنطقة المجاورة لقلعة بخصوبة الأرض ووفرة المياه ومزارع النخيل ويقع بجانبه وادي (انجيرة) المعروف بقونه عند نزوله من الجبل ديده بان.